# Saito Kota
Kota Saito (sinh ngày 10 tháng 4 năm 1997) là một cầu thủ bóng đá người Nhật Bản.

## Sự nghiệp câu lạc bộ
Kota Saito đã từng chơi cho Albirex Niigata.